# La proclamación pontificia del patronato de la Virgen de Guadalupe sobre el reino de la Nueva España
La proclamación pontificia del patronato de la Virgen de Guadalupe sobre el reino de la Nueva España es un óleo sobre cobre, atribuido a Miguel Cabrera, que se conserva en el Museo Soumaya. Conmemora la declaración de dicha advocación mariana como patrona de la entonces Nueva España por Benedicto XIV.

## Descripción
La obra muestra el momento en que Juan Francisco López, procurador jesuita, muestra ante Benedicto XIV una copia del ayate de la Virgen de Guadalupe realizada por Miguel Cabrera. La intención artística es resaltar que la manufactura de la imagen era sobrenatural. A los pies de la imagen mariana, que aparece al centro sostenida por dos ángeles, aparece la leyenda Patrona Nova Hispaniæ. Debajo López, vestido con sotana negra, recibe del papa una bula representada por un papel que dice Benedictus XIV. Non est equidem. Aparecen también el virrey que asistió la proclamación, Juan Antonio de Vizarrón, su sucesor Manuel Rubio y Salinas, Fray Juan de Zumárraga, Juan Diego y el rostro post mortem de Juan Gómez de Parada, bibliófilo criollo representado con la investidura del obispado de Nueva Galicia. A un costado, los hermanos Cayetano Antonio y Luis Antonio de Torres observan el hecho sentados en una banca. Rodean la escena diez representaciones de advocaciones marianas veneradas en el continente americano como Nuestra Señora de la Luz y la de los Remedios.

## Contexto

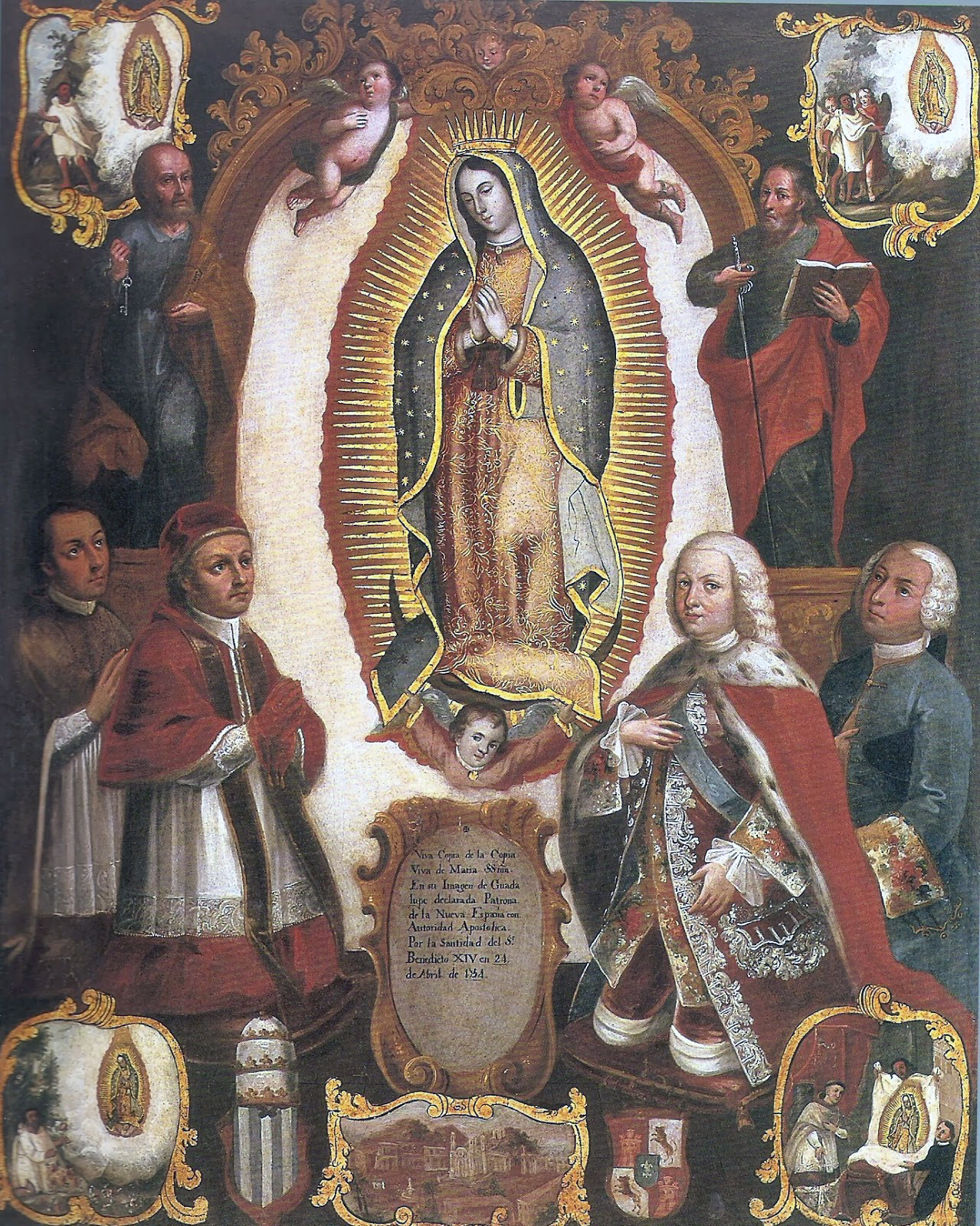
Alegoría de la declaración pontifica de Benedicto XIV el 24 de abril de 1754 del patronato Guadalupano sobre la Nueva España, anónimo novohispano,.

Desde 1746, las autoridades novohispanas y la Compañía de Jesús, lideradas por el padre procurador jesuita Juan Francisco López, realizaron gestiones ante la Sagrada Congregación de Ritos para conseguir el patronato de la Virgen de Guadalupe sobre la Nueva España. Un intento previo de lograr el patronato fue promovido por Francisco de Siles ante Alejandro VII. Previo al arribo a la curía romana, López habría entregado una imagen también pintada por Cabrera al rey Fernando VI en su calidad de hermano mayor de la Real Congregación de Guadalupe en México. En Roma, la intercesión papal habría facilitado las decisiones de la Congregación ante los argumentos de López y la creciente devoción a la imagen guadalupana. El propio Benedicto XIV había sido un reformador del órgano pontificio que gestiona las beatificaciones y canonizaciones y en 1753 el imperio hispano y el papado firmaron un concordato con el fin de promover santos nacionales con el fin de contrarrestar el protestantismo, aunque hasta el fin de la Nueva España, dicho territorio no recibió más que declaratorias relacionadas con imágenes marianas en detrimento de la aceptación de beatos y santos nacidos en territorio novohispano, salvo la de Felipe de Jesús en 1627. Desde el pontificado de Urbano VII las beatificaciones y santificaciones fueron hechas más complicadas y muy limitadas a los territorios "nuevos", es decir, fuera de la península ibérica.
El 25 de mayo de 1754 el papa Benedicto XIV emitió la bula Non est equidem, en la cual declaraba la jura de la imagen guadalupana como patrona de la Nueva España, con la consiguiente declaratoria, la adición del 12 de diciembre como fiesta que debía ser celebrada en todo el reino hispano con sus autoridades civiles y eclesiales. Según la tradición, el pontífice habría visto la copia hecha por Miguel Cabrera y llevada por el jesuita Francisco López hasta Roma, y pronunció un fragmento del Salmo 147: "no ha hecho nada semejante con ninguna otra nación" (en latín: non felicit taliter omni nationi).
Esta imagen pertenece a un tipo de obra destinada a ser cuadro de estrado o de audiencia de corte, frecuentes en las monarquías. En ella se superponen elementos antiguos y contemporáneos de linaje y poder en tópicos religiosos. La obra pudo ser encargada por los hermanos clérigos Torres a Miguel Cabrera, con el fin de legitimar las gestiones hechas por el jesuita padre López para lograr la declaración papal de la Virgen de Guadalupe como patrona de la Nueva España. Estas gestiones se realizaban de forma secreta, por lo que esta obra pudo tener una intención de legitimar y consignar quienes realizaron el proceso, asunto de importancia en esa época. La proclamación hecha por Benedicto XIV fue un hecho que tuvo dimensiones de fiesta nacional tuvo repercusiones políticas en la Nueva España, al aportar identidad y cohesión al territorio americano mediante la religión. Con este hecho la imagen guadalupana tuvo a partir de entonces una fiesta proclamada a nivel continental el 12 de diciembre y se consideró una imagen legítimamente jurada. En 1808, tras las abdicaciones de Bayona, los promotores de la independencia de la Nueva España reconocerían en la imagen un elemento legítimo y en 1822 el ayate guadalupano presidiría el congreso constituyente.